# Teletón 2017 (Colombia)
Teletón Colombia de 2017 fue la vigésima segunda versión de Teletón Colombia que reucaudó recursos para beneficiar a la comunidad con discapacidad física y motora del país con la creación y manutención de una red de centros de rehabilitación en Colombia. El evento tuvo una duración de 27 horas, e inició desde las 22.00 hora de Colombia del día viernes 24 de febrero hasta las 01:16 hora de Colombia del día domingo 26 de febrero de 2017.
El recaudo fue destinado a emplearse en el mantenimiento y dotación de los Centros de Rehabilitación Teletón en Colombia. Sin embargo, el deseo de la fundación fue pasar la meta en $3 mil millones para finalmente inaugurar el centro de rehabilitación de Bogotá hasta el fin de este año.
El último recuento, sin embargo, reveló una cifra de $ 7 605 011 199. Este marca la quinta ocasión en la historia, después de los eventos de 1982, 1984, 2011 y 2016, y la segunda vez consecutiva en que el evento no logra alcanzar su objetivo. Esta vez, la crisis económica y política del país se sumó a la falta de apoyo generalizado hacia la campaña, así como a la resistencia de ciertos grupos a favor y en contra de Teletón, incluyendo a personas con y sin discapacidades.
Esta versión estuvo regida bajo el lema En manos de todos; y se desarrolló en el Colegio Agustinano Ciudad Salitre en Bogotá.
| Meta    | $ 10 298 608 243 |
| Recaudo | $ 7 605 011 199  |

## Participantes
| - Pipe Bueno - Sergio Vargas - Siam - Karol G - Ventino - Wálter Silva - Paola Jara - Nairo Quintana - Felipe Peláez - Jorge Celedón | - Jorge Alfredo Vargas - Mábel Lara - Andrea Serna - Felipe Arias - Ricardo Orrego - Nicole Santamaría - Sebastián Tatán Mejía - Juan Pablo Jaramillo - Johanna Fadul - Yolanda Rayo - Claudia Bahamón - Jhonatan Hernández - Juliana Velásquez |  |

## Recaudación

### Cómputos
| #     | Hora  | Monto en pesos  | % meta  | Monto en dólares |
| ----- | ----- | --------------- | ------- | ---------------- |
| 1     | 00:17 | $ 700 042 905   | 6,79 %  | US$ 242 271      |
| 2     | 01:10 | $ 967 015 535   | 9,38%   | US$ 334 665      |
| 3     | 05:13 | $ 972 271 150   | 9,44 %  | US$ 336 542      |
| 4     | 07:09 | $ 980 015 535   | 9,51 %  | US$ 339 223      |
| 5     | 09:00 | $ 1 132 938 769 | 11 %    | US$ 392,427      |
| 6     | 10:14 | $ 1 178 948 471 | 11,44 % | US$ 408 364      |
| 7     | 11:43 | $ 1 344 393 167 | 13,05 % | US$ 465 671      |
| 8     | 12:29 | $ 1 437 882 900 | 13,96 % | US$ 498 054      |
| 9     | 14:03 | $ 1 590 070 858 | 15,43 % | US$ 550 769      |
| 10    | 15:06 | $ 1 710 989 336 | 16,61 % | US$ 592 653      |
| 11    | 16:47 | $ 2 391 511 432 | 23,22 % | US$ 828 372      |
| 12    | 17:57 | $ 3 295 191 001 | 32 %    | US$ 1 141 389    |
| 13    | 19:00 | $ 4 220 334 466 | 40,97 % | US$ 1 460 828    |
| 14    | 21:03 | $ 5 144 451 400 | 49,95 % | US$ 1 780 395    |
| 15    | 22:10 | $ 5 680 775 986 | 54,46 % | US$ 1 942 096    |
| 16    | 22:50 | $ 6 005 452 054 | 58,31 % | US$ 2 079 450    |
| 17    | 00:04 | $ 7 036 186 714 | 68,32 % | US$ 2 434 520    |
| Final | 01:12 | $ 7 605 011 199 | 73,84 % | US$ 2 631 333    |

### Alargue de los canales de recaudo
En función de la bajísima recaudación que Teletón tuvo en los 2 últimos años, se tomó la decisión de que algunos de los canales de recaudo se mantedrán abiertos hasta que la meta de $10.300 millones sea cumplida. La decisión fue tomada en 28 de febrero, un día antes del cierre programado de todos los canales de recaudo.

### Aportes de empresas
| Empresa         | Rubro                      | Monto en pesos  | Monto en dólares |
| --------------- | -------------------------- | --------------- | ---------------- |
| Falabella       | Tiendas por departamento   | $ 462 741 000   | US$ 160 145      |
| Homecenter      | Tiendas de retail          | $ 534 305 109   | US$ 184 944      |
| Bancolombia     | Banco                      | $ 160 000       | US$ 55 372       |
| Bavaria         | Cervecería                 | $ 100 000       | US$ 34 608       |
| Sura            | Aseguradora                | $ 60 000        | US$ 20 768       |
| Cuperz          | Alfombras, tapetes y pisos | $ 5 000         | US$ 1731         |
| Efecty          | Giros, pagos y recargas    | $ 10 000        | US$ 3463         |
| Paga Todo       | Giros, pagos y recargas    | $ 35 000        | US$ 12 115       |
| Servientrega    | Reparto de mensajería      | $ 10 000        | US$ 3463         |
| Andina          | Calzados                   | $ 10 000        | US$ 3463         |
| Super Ricas     | Comestibles                | $ 15 000        | US$ 5195         |
| Haceb           | Electrodomésticos          | $ 15 000        | US$ 5195         |
| La Paz          | Funerarias                 | $ 13 000        | US$ 4502         |
| Ciudad Verde    | Construcción               | $ 40 000        | US$ 13 848       |
| Lito            | Microempresa               | $ 2 000         | US$ 692          |
| Bata            | Calzados                   | $ 30 000        | US$ 10 391       |
| Grupo Nazca     | Restaurantes               | $ 54 177 000    | US$ 18 765       |
| OfertSHOP       | Servícios móviles          | $ 5 000         | US$ 1731         |
| LiliPink        | Moda                       | $ 70 000        | US$ 24 246       |
| Argos           | Cemento                    | $ 50 000        | US$ 17 317       |
| Banco de Bogotá | Banco                      | $ 530 000       | US$ 183 484      |
| TOTAL           | 21 empresas                | $ 2 211 223 109 | US$ 765 393      |